# Liste des monuments historiques protégés en 1891
Cet article recense les monuments historiques français classés en 1891.

## Protections
| Édifice                                   | Commune                  | Département             | Région                     | Protection | Base Mérimée                         | Coordonnées                        | Image |
| ----------------------------------------- | ------------------------ | ----------------------- | -------------------------- | ---------- | ------------------------------------ | ---------------------------------- | ----- |
| Église Notre-Dame-de-Bethléem             | Bayons                   | Alpes-de-Haute-Provence | Provence-Alpes-Côte d'Azur | classé     | « PA00080356 », notice no PA00080356 | 44° 19′ 30″ nord, 6° 10′ 22″ est   |       |
| Chapelle Saint-Sylvain                    | La Celle                 | Cher                    | Centre-Val de Loire        | classé     | « PA00096750 », notice no PA00096750 | 46° 46′ 16″ nord, 2° 27′ 32″ est   |       |
| Croix de cimetière de Pagny-la-Ville      | Pagny-la-Ville           | Côte-d'Or               | Bourgogne-Franche-Comté    | classé     | « PA00112581 », notice no PA00112581 | 47° 03′ 27″ nord, 5° 10′ 07″ est   |       |
| Abbaye Saint-Pierre                       | Brantôme                 | Dordogne                | Nouvelle-Aquitaine         | classé     | « PA00082403 », notice no PA00082403 | 45° 21′ 36″ nord, 0° 39′ 21″ est   |       |
| Basilique Notre-Dame-de-la-fin-des-Terres | Soulac-sur-Mer           | Gironde                 | Nouvelle-Aquitaine         | classé     | « PA00083841 », notice no PA00083841 | 45° 29′ 36″ nord, 1° 06′ 33″ ouest |       |
| Maison d'Armande Béjart                   | Meudon                   | Hauts-de-Seine          | Île-de-France              | classé     | « PA00088121 », notice no PA00088121 | 48° 48′ 13″ nord, 2° 13′ 37″ est   |       |
| Hôtel-Dieu de Lons-le-Saunier             | Lons-le-Saunier          | Jura                    | Bourgogne-Franche-Comté    | classé     | « PA00101892 », notice no PA00101892 | 46° 40′ 28″ nord, 5° 33′ 26″ est   |       |
| Église Saint-André de Saint-Rambert       | Saint-Just-Saint-Rambert | Loire                   | Auvergne-Rhône-Alpes       | classé     | « PA00117639 », notice no PA00117639 | 45° 29′ 25″ nord, 4° 15′ 01″ est   |       |
| Lycée Gambetta                            | Cahors                   | Lot                     | Occitanie                  | classé     | « PA00095008 », notice no PA00095008 | 44° 27′ 03″ nord, 1° 26′ 27″ est   |       |
| Prieuré Saint-Jean                        | Catus                    | Lot                     | Occitanie                  | classé     | « PA00095053 », notice no PA00095053 | 44° 33′ 30″ nord, 1° 20′ 29″ est   |       |
| Église Saint-Michel                       | Zetting                  | Moselle                 | Grand Est                  | classé     | « PA00107032 », notice no PA00107032 | 49° 04′ 24″ nord, 7° 07′ 34″ est   |       |
| Église Saint-Julien                       | Poncé-sur-le-Loir        | Sarthe                  | Pays de la Loire           | classé     | « PA00109912 », notice no PA00109912 | 47° 46′ 25″ nord, 0° 39′ 25″ est   |       |
| Chapelle des Templiers                    | Comps-sur-Artuby         | Var                     | Provence-Alpes-Côte d'Azur | classé     | « PA00081581 », notice no PA00081581 | 43° 42′ 13″ nord, 6° 30′ 11″ est   |       |